# Stoudentcheskaïa (métro de Novossibirsk)
Stoudentcheskaïa (en russe : Студенческая et en anglais : Studencheskaya) est une station de la ligne Leninskaïa du métro de Novossibirsk.
Mise en service en 1986, elle est desservie par les rames de la ligne Leninskaïa.

## Situation sur le réseau

Plan du métro (2017).

Établie en souterrain, la station Stoudentcheskaïa, est une station de passage de la Ligne Leninskaïa du métro de Novossibirsk. Elle est située entre la station Retchnoï vokzal, en direction du terminus nord Zaïeltsovskaïa, et la station Plochtchad Marksa terminus sud de la ligne.
Elle dispose d'un quai central encadré par les deux voies de la ligne.

## Histoire
La station Stoudentcheskaïa est mise en service le 7 janvier 1986. La station est due aux architectes V. Piterski, V. Kozliaev.

## Services aux voyageurs

### Desserte
Stoudentcheskaïa est desservie par les rames de la ligne Leninskaïa.

Installations
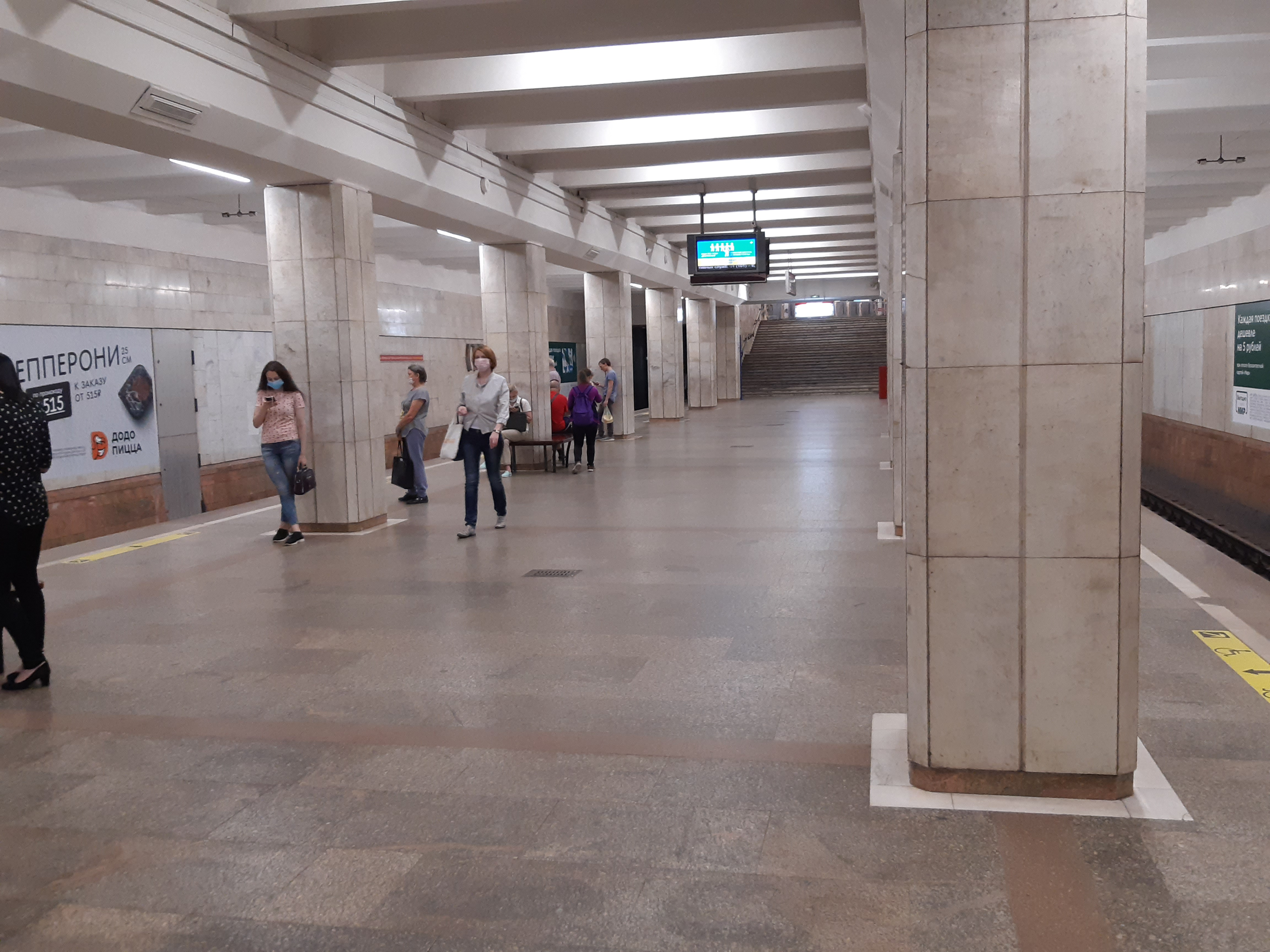
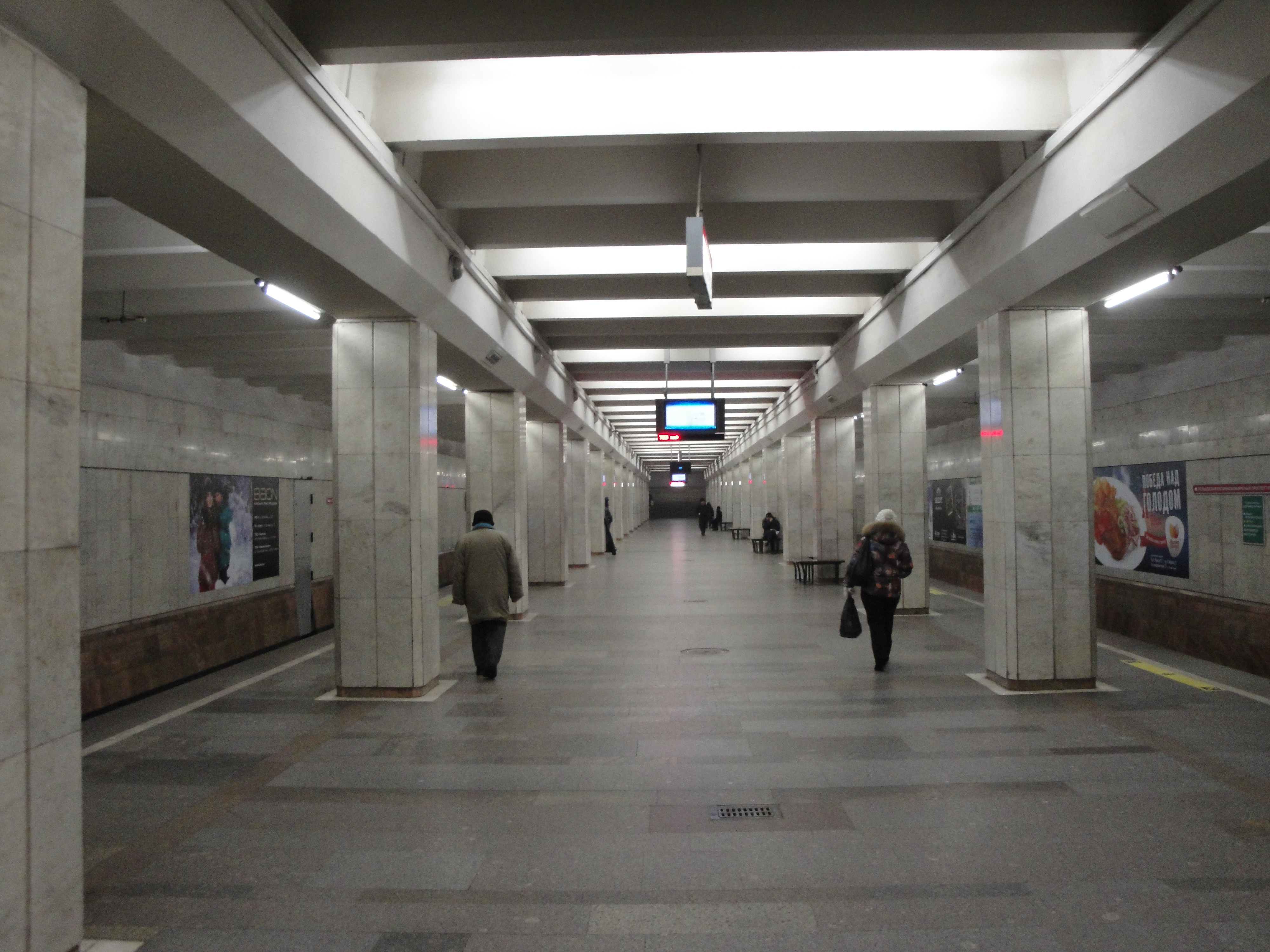
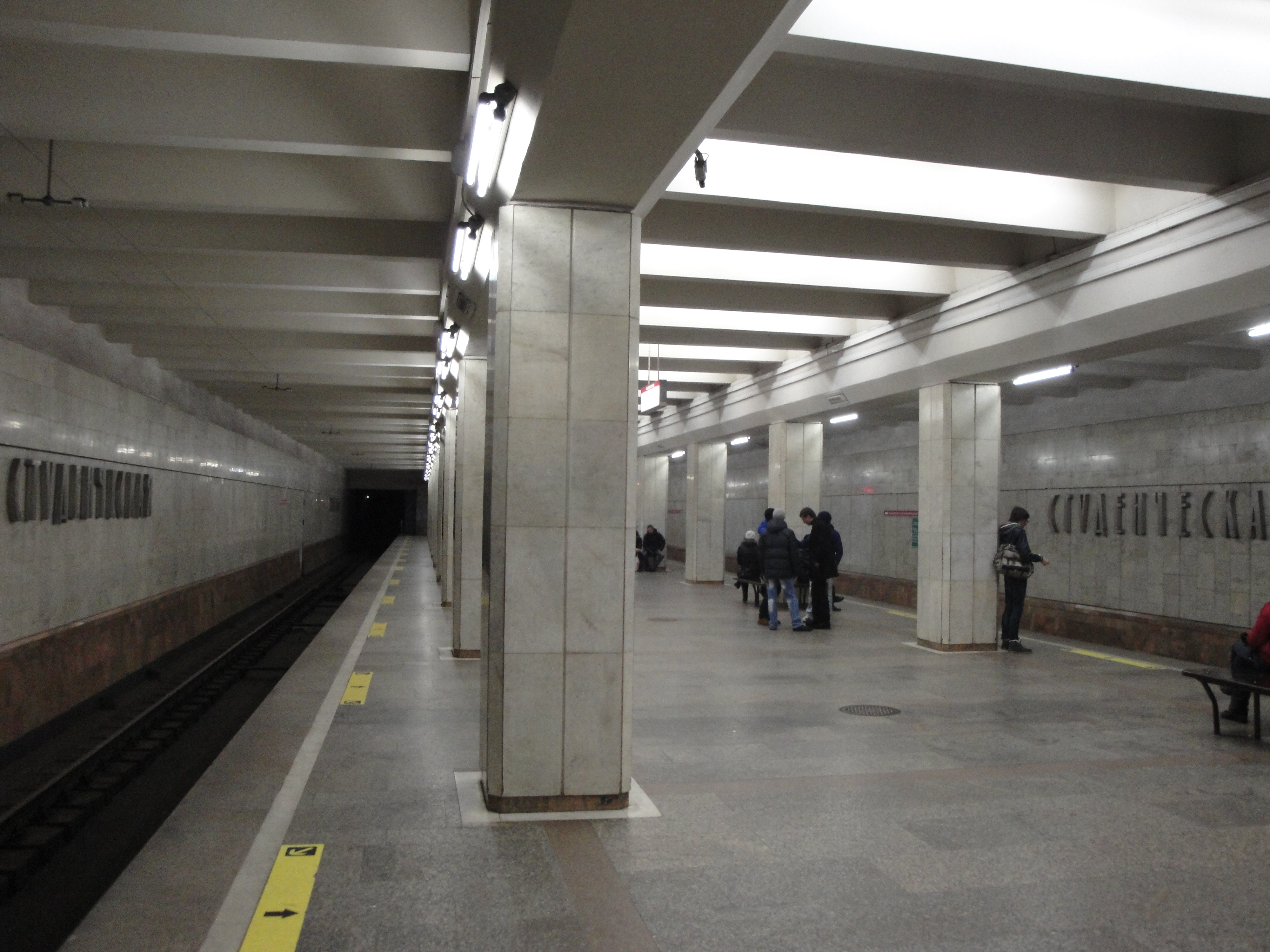